# 茲諾比夫卡河

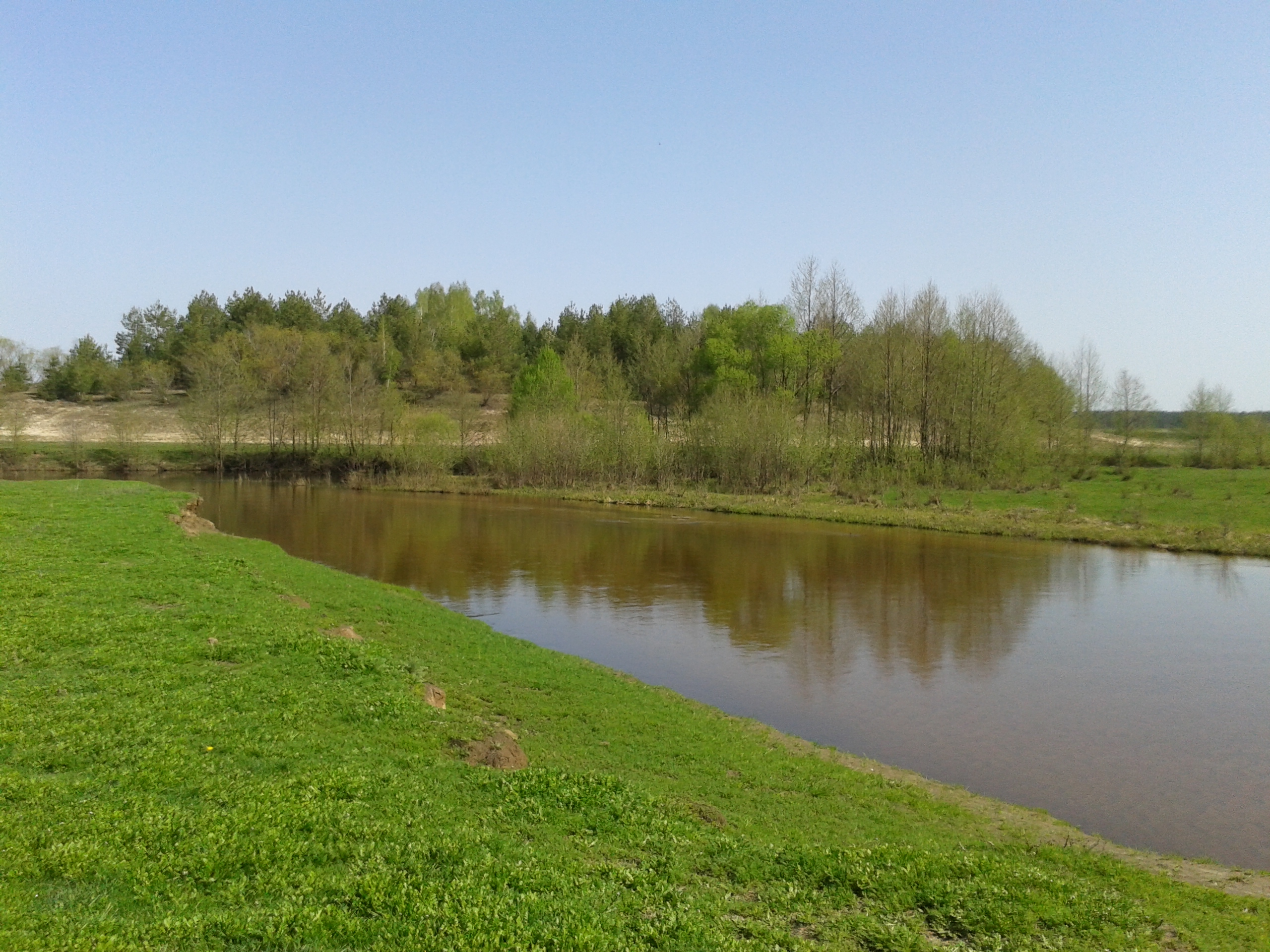

茲諾比夫卡河（俄语：Знобовка），是東歐的河流，流經俄羅斯和烏克蘭，屬於傑斯納河的左支流，河道全長75公里，流域面積780平方公里，該河流在十二月至四月期間結冰。